# 橄欖球公園球場
橄欖球公園球場（苏格兰盖尔语：Pàirc Rugbaidh，英语：Rugby Park），也因赞助原因被称为橄欖球公園BBSP球場（The BBSP Stadium Rugby Park），是位于苏格兰基尔马诺克，屬於苏格兰足球超级联赛球會基爾馬諾克的主场。
球場擁有15,003個座席，是蘇格蘭第七大足球場。於1899年首次使用，曾舉辦過音樂會、橄欖球聯合會和國際足球比賽。球場於1994-1995年間進行重建建造三個新看台——莫法特看台、查德維克看台和東看台，成為擁有18,128個座席的全座位球場。2002年，俱樂部在場地旁邊建造了四星級酒店Park Hotel。翻新後的球場於1995年8月6日開放，舉行了一場與布萊克本流浪者足球俱樂部的友誼賽。此後，橄欖球公園球場又進行了进一步的翻新，包括2014年夏季安裝人造草坪，2019年11月起提供安全站立區，1999年安裝地下供暖。2010年8月，西看台被命名為弗蘭克·貝蒂看台，以表彰前球員弗蘭克·貝蒂（Frank Beattie），他曾率領基爾馬諾克在1965年獲得蘇格蘭聯賽冠軍。
除了足球比賽，球場還舉辦過橄欖球比賽，最近的一次是2016年7月蘇格蘭和格魯吉亞的比賽。場地還曾於1894年、1910年和最近1997年的兩次為蘇格蘭國家足球隊舉辦過四場國際足球比賽。

## 歷史
在基爾馬諾克早年曾使用三個場地（The Grange、Holm Quarry 和 Ward's Park）進行比賽，之後於1877年12月搬遷至橄欖球公園球場。但當時橄欖球公園球場 並非現今球場的確切位置，該地段現已被Charles Street所覆蓋。
儘管最初不清楚基爾馬諾克足球會第一場比賽的具體地點，但Recreation Ground（又稱 Barbadoes Green）就位於 Dundonald Road 對面，而更大的Wards Park則位於該區域附近。1860年代末，Wards Park 仍是一片粗糙的草地，被認為是基爾馬諾克和橄欖球公園球場最早的場地。
第一個正式命名為橄欖球公園球場的球場位於Dundonald Road，於1872年11月正式啟用。1874年4月，球隊離開了這個場地，但在1877年12月又回到了大約相同的場地。1874年至1876年間，球隊曾短暫使用 The Grange 作为主場，並於1874年、1876 年和1877年在 Holm Quarry 踢過一場比賽。1876年，球隊離開了 The Grange，但在1877年9月至11月期間又再次使用该场地。
1877年，球隊搬到了 Dundonald Road 的 Rugby Park，並一直使用該球場直到1899年，之後球場遷至一個新的場地，自1899年起一直是基爾馬諾克的主場。

## 外部連結
- 维基共享资源上的相關多媒體資源：橄欖球公園球場

- Rugbypark.co.uk (not associated with Kilmarnock Football Club) （页面存档备份，存于）
- Rugby Park （页面存档备份，存于） at KillieFC.com